# Desde que tú te has ido (álbum de Cecilia)
Desde que tú te has ido es un doble álbum homenaje a la cantautora española Cecilia, fallecida 20 años antes. Recoge sus mayores éxitos. En algunos de los temas se mezcló su voz con la de cantantes que le fueron contemporáneos, como Ana Belén y Julio Iglesias y en otros con cantantes posteriores, como Soledad Giménez y Manolo Tena.
El disco alcanzó el puesto 9 en la lista de los más vendidos en España.

## Canciones
- Un ramito de violetas	(	4:10	), con Julio Iglesias
- Desde que tú te has ido 	(	3:08	)
- Con los ojos en paz	(	2:48	)
- Me quedaré soltera	(	3:00	)
- Amor de medianoche	(	4:04	), con Sole Giménez
- Dama, dama	(	3:20	)
- La primera Comunión	(	2:43	)
- Don Roque	(	3:06	)
- Mi ciudad	(	3:10	)
- Fui	(	2:18	), con Manolo Tena
- Mi querida España	(	2:37	)
- El viaje	(	2:25	)
- Nana del prisionero	(	1:48	)
- Canción de desamor	(	3:04	)
- Andar	(	3:59	)
- Dama, dama	(	3:20	), con Ana Belén
- Nada de nada	(	2:55	)
- Canción de amor	(	2:45	)
- Un millón de sueños	(	4:25	)
- Mi querida España	(	2:37	), con Miguel Bosé
- Señor y dueño	(	1:54	)
- Mi gata luna	(	2:55	)
- Doña Estefaldina	(	3:13	)
- Fauna	(	3:05	)
- Equilibrista	(	2:11	)
- Andar	(	4:05	), con Merche Corisco
- Un ramito de violetas	(	4:10	)
- Lluvia	(	2:06	)
- Como puede vivir	(	2:44	)
- Amor de medianoche	(	4:04	)
- Fui	(	2:18	)